# Alpes Tauern
Os Alpes Tauern  (em alemão:  Hohe Tauern) é um maciço montanhoso que se encontram nas regiões do Tirol, e de Caríntia na Áustria e uma pequena parte na  Província autónoma de Bolzano da Itália. O cume mais alto é o  Großglockner com 3.798 m que é ao mesmo tempo o ponto mais alto dos Alpes do Tauern ocidentais, de que pertence.
Os alpes encontram-se no "Parque Nacional do Alto Tauern" do lado austríaco e do "Parco naturale Vedrette di Ries-Aurina'" do lado italiano.

## Localização
Os Alpes Tauern têm da mesma secção alpina,  a Sul o  Grupo de Kreuzeck e os Alpes de Pusteria, e a Oeste os  Alpes de Zillertal
De outras secções, tem a Norte os Alpes de Kitzbuhel e Alpes xistosos do Tirol, a Nordeste o Tauern de Radstadt dos Alpes do Tauern orientais,e  a Sul montanhas pertencentes aos Alpes de Cárnicos e de Gail.

## SOIUSA
A Subdivisão Orográfica Internacional Unificada do Sistema Alpino (SOIUSA) dividiu os Alpes em duas grandes Partes: Alpes Ocidentais e Alpes Orientais, separados pela linha formada pelo  Rio Reno - Passo de Spluga - Lago de Como - Lago de Lecco.
A secção alpina dos Alpes do Tauern ocidentais é formada pelos Alpes de Zillertal , Alpes Tauern, Alpes de Pusteria e o Grupo de Kreuzeck.

### Classificação  SOIUSA
Segundo a SOIUSA este acidente geográfico é uma Sub-secção alpina com as seguintes características:
- Parte = Alpes Orientais
- Grande sector alpino = Alpes Orientais-Centro
- Secção alpina = Alpes do Tauern ocidentais
- Sub-secção alpina =  Alpes Tauern
- Código = II/A-17.II

## Imagens

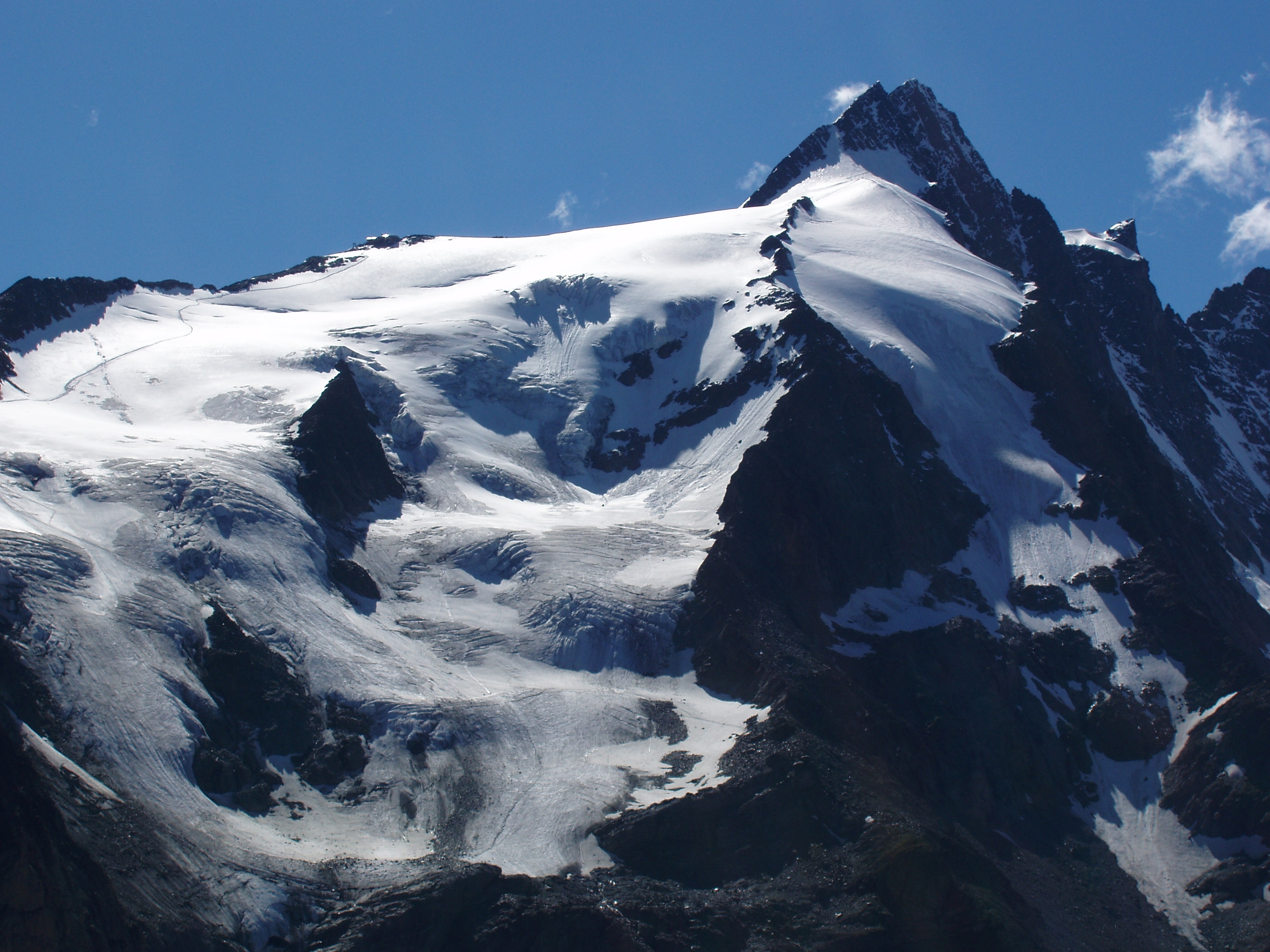
O Grossglockner